# Vắc-xin bệnh dịch hạch
Vắc-xin bệnh dịch hạch là một loại vắc-xin được sử dụng chống lại Yersinia pestis. Vi khuẩn giết chết đã được sử dụng từ năm 1890 nhưng ít hiệu quả hơn đối với bệnh dịch hạch phổi do đó các loại vắc-xin sống loại gần đây đã bị suy yếu và vắc-xin protein tái tổ hợp đã được phát triển để ngăn ngừa bệnh.

## Tiêm phòng dịch hạch
Một loại vắc-xin bệnh dịch hạch được sử dụng để gây miễn dịch đặc hiệu tích cực ở một sinh vật dễ mắc bệnh dịch hạch bằng cách sử dụng vật liệu kháng nguyên (vắc-xin) thông qua nhiều con đường cho những người có nguy cơ mắc bất kỳ dạng bệnh dịch hạch nào. Phương pháp này được gọi là tiêm chủng bệnh dịch hạch. Có bằng chứng mạnh mẽ về hiệu quả của việc sử dụng một số vắc-xin bệnh dịch hạch trong việc ngăn ngừa hoặc cải thiện ảnh hưởng của một loạt các dạng nhiễm trùng lâm sàng của Yersinia pestis. Chích ngừa bệnh dịch hạch cũng bao gồm tình trạng miễn dịch đặc hiệu thụ động đối với bệnh dịch hạch ở một sinh vật nhạy cảm sau khi dùng huyết thanh bệnh dịch hạch hoặc miễn dịch bệnh dịch hạch ở những người có nguy cơ mắc bệnh ngay lập tức.
Nhiều khu vực bị bệnh dịch hạch lây lan trong thời hiện đại là các nước thế giới thứ ba, và do đó không thể có được chẩn đoán chính xác hoặc chăm sóc y tế đàng hoàng cho bất kỳ người mắc bệnh dịch viêm hạch hay viêm phổi.
Một đánh giá có hệ thống của Hợp tác Cochrane cho thấy không có nghiên cứu nào đủ chất lượng được đưa vào phần tổng quan, và do đó nghiên cứu không thể đưa ra bất kỳ tuyên bố nào về hiệu quả của vắc-xin này.